# 奥林匹克运动会男子田径奖牌得主列表
这是从1896年到2024年奥林匹克运动会男子田径奖牌得主完整列表。

## 现存项目

### 100米
| 届数             | 金牌                                      | 银牌                                    | 铜牌                                  |
| 1896年雅典       | 汤姆·伯克 · 美国（USA）                   | 弗里茨·霍夫曼 · 德国（GER）             | 弗朗西斯·莱恩 · 美国（USA）           |
| 1896年雅典       | 汤姆·伯克 · 美国（USA）                   | 弗里茨·霍夫曼 · 德国（GER）             | 索科伊·奥洛约什 · 匈牙利（HUN）       |
| 1900年巴黎       | 弗兰克·贾维斯 · 美国（USA）               | 沃尔特·图克斯伯里 · 美国（USA）         | 斯坦·罗利 · （AUS）                   |
| 1904年圣路易斯   | 阿奇·哈恩 · 美国（USA）                   | 纳撒尼尔·卡特梅尔 · 美国（USA）         | William Hogenson · 美国（USA）        |
| 1908年伦敦       | 雷吉·沃克 · 南非（RSA）                   | 詹姆斯·雷克托 · 美国（USA）             | 博比·克尔 · 加拿大（CAN）             |
| 1912年斯德哥尔摩 | 拉尔夫·克雷格 · 美国（USA）               | 阿尔瓦·迈耶 · 美国（USA）               | 唐纳德·利平科特 · 美国（USA）         |
| 1920年安特卫普   | 查尔斯·帕多克 · 美国（USA）               | 莫里斯·柯克西 · 美国（USA）             | 哈里·爱德华 · 英国（GBR）             |
| 1924年巴黎       | 哈罗德·亚伯拉罕斯 · 英国（GBR）           | 杰克逊·肖尔茨 · 美国（USA）             | 阿瑟·波里特 · 新西兰（NZL）           |
| 1928年阿姆斯特丹 | 珀西·威廉斯 · 加拿大（CAN）               | 杰克·伦敦 · 英国（GBR）                 | 格奥尔格·拉默斯 · 德国（GER）         |
| 1932年洛杉矶     | 埃迪·托兰 · 美国（USA）                   | 拉尔夫·梅特卡夫 · 美国（USA）           | 阿图尔·约纳特 · 德国（GER）           |
| 1936年柏林       | 杰西·欧文斯 · 美国（USA）                 | 拉尔夫·梅特卡夫 · 美国（USA）           | Tinus Osendarp · 荷兰（NED）          |
| 1948年伦敦       | 哈里森·迪拉德 · 美国（USA）               | 巴尼·尤厄尔 · 美国（USA）               | Lloyd LaBeach · 巴拿马（PAN）         |
| 1952年赫尔辛基   | 林迪·雷米吉诺 · 美国（USA）               | 赫布·麦肯利 · 牙买加（JAM）             | 麦克唐纳·贝利 · 英国（GBR）           |
| 1956年墨尔本     | 鲍比·莫罗 · 美国（USA）                   | 塞恩·贝克 · 美国（USA）                 | 赫克托·霍根 · （AUS）                 |
| 1960年罗马       | 阿明·哈里 · 德国联队（EUA）               | David Sime · 美国（USA）                | 彼得·雷德福 · 英国（GBR）             |
| 1964年东京       | 鲍勃·海斯 · 美国（USA）                   | 恩里克·菲格罗拉 · 古巴（CUB）           | 哈里·杰尔姆 · 加拿大（CAN）           |
| 1968年墨西哥城   | 吉姆·海因斯 · 美国（USA）                 | 伦诺克斯·米勒 · 牙买加（JAM）           | 查尔斯·格林 · 美国（USA）             |
| 1972年慕尼黑     | 瓦列里·博尔佐夫 · 苏联（URS）             | 罗伯特·泰勒 · 美国（USA）               | 伦诺克斯·米勒 · 牙买加（JAM）         |
| 1976年蒙特利尔   | 哈瑟利·克劳福德 · 特立尼达和多巴哥（TRI） | 唐·夸里 · 牙买加（JAM）                 | 瓦列里·博尔佐夫 · 苏联（URS）         |
| 1980年莫斯科     | 艾伦·韦尔斯 · 英国（GBR）                 | 西尔维奥·莱昂纳德 · 古巴（CUB）         | Petar Petrov · 保加利亚（BUL）        |
| 1984年洛杉矶     | 卡尔·刘易斯 · 美国（USA）                 | 萨姆·格拉迪 · 美国（USA）               | 本·约翰逊 · 加拿大（CAN）             |
| 1988年汉城       | 卡尔·刘易斯 · 美国（USA）                 | 林福德·克里斯蒂 · 英国（GBR）           | 卡尔文·史密斯 · 美国（USA）           |
| 1992年巴塞罗那   | 林福德·克里斯蒂 · 英国（GBR）             | 弗兰克·弗雷德里克斯 · 纳米比亚（NAM）   | 丹尼斯·米切尔 · 美国（USA）           |
| 1996年亚特兰大   | 多诺万·贝利 · 加拿大（CAN）               | 弗兰克·弗雷德里克斯 · 纳米比亚（NAM）   | 阿托·博尔顿 · 特立尼达和多巴哥（TRI） |
| 2000年悉尼       | 莫里斯·格林 · 美国（USA）                 | 阿托·博尔顿 · 特立尼达和多巴哥（TRI）   | 奥巴德里·汤普森 · 巴巴多斯（BAR）     |
| 2004年雅典       | 贾斯廷·加特林 · 美国（USA）               | Francis Obikwelu · 葡萄牙（POR）        | 莫里斯·格林 · 美国（USA）             |
| 2008年北京       | 乌塞恩·博尔特 · 牙买加（JAM）             | 理查德·汤普森 · 特立尼达和多巴哥（TRI） | 沃尔特·迪克斯 · 美国（USA）           |
| 2012年倫敦       | 乌塞恩·博尔特 · 牙买加（JAM）             | 約安·布雷克 · 牙买加（JAM）             | 賈斯廷·加特林 · 美国（USA）           |
| 2016年里约热内卢 | 乌塞恩·博尔特 · 牙买加（JAM）             | 賈斯廷·加特林 · 美国（USA）             | 安德烈·德·格拉斯 · 加拿大（CAN）      |
| 2020年东京       | 馬塞爾·雅各布斯 · 意大利（ITA）           | 弗雷德·克利 · 美国（USA）               | 安德烈·德·格拉斯 · 加拿大（CAN）      |
| 2024年巴黎       | 諾亞·萊爾斯 · 美国（USA）                 | 基尚·湯普森 · 牙买加（JAM）             | 弗雷德·克利 · 美国（USA）             |

### 200米
| 届数             | 金牌                               | 银牌                                  | 铜牌                                    |
| 1900年巴黎       | 沃尔特·图克斯伯里 · 美国（USA）    | Norman Pritchard · 印度（IND）        | 斯坦·罗利 · （AUS）                     |
| 1904年圣路易斯   | 阿奇·哈恩 · 美国（USA）            | 纳撒尼尔·卡特梅尔 · 美国（USA）       | William Hogenson · 美国（USA）          |
| 1908年伦敦       | 博比·克尔 · 加拿大（CAN）          | Robert Cloughen · 美国（USA）         | 纳撒尼尔·卡特梅尔 · 美国（USA）         |
| 1912年斯德哥尔摩 | 拉尔夫·克雷格 · 美国（USA）        | 唐纳德·利平科特 · 美国（USA）         | 威利·阿普尔加思 · 英国（GBR）           |
| 1920年安特卫普   | 艾伦·伍德林 · 美国（USA）          | 查尔斯·帕多克 · 美国（USA）           | 哈里·爱德华 · 英国（GBR）               |
| 1924年巴黎       | 杰克逊·肖尔茨 · 美国（USA）        | 查尔斯·帕多克 · 美国（USA）           | 埃里克·利德爾 · 英国（GBR）             |
| 1928年阿姆斯特丹 | 珀西·威廉斯 · 加拿大（CAN）        | Walter Rangeley · 英国（GBR）         | 赫尔穆特·克尼希 · 德国（GER）           |
| 1932年洛杉矶     | 埃迪·托兰 · 美国（USA）            | 乔治·西德尼·辛普森 · 美国（USA）      | 拉尔夫·梅特卡夫 · 美国（USA）           |
| 1936年柏林       | 杰西·欧文斯 · 美国（USA）          | 麦克·鲁宾逊 · 美国（USA）             | Tinus Osendarp · 荷兰（NED）            |
| 1948年伦敦       | 梅尔·巴顿 · 美国（USA）            | 巴尼·尤厄尔 · 美国（USA）             | Lloyd LaBeach · 巴拿马（PAN）           |
| 1952年赫尔辛基   | 安迪·斯坦菲尔德 · 美国（USA）      | 塞恩·贝克 · 美国（USA）               | James Gathers · 美国（USA）             |
| 1956年墨尔本     | 博比·莫罗 · 美国（USA）            | 安迪·斯坦菲尔德 · 美国（USA）         | 塞恩·贝克 · 美国（USA）                 |
| 1960年罗马       | 利维奥·贝鲁蒂 · 意大利（ITA）      | 莱斯特·卡尼 · 美国（USA）             | Abdoulaye Seye · 法国（FRA）            |
| 1964年东京       | 亨利·卡尔 · 美国（USA）            | 保罗·德雷顿 · 美国（USA）             | 埃德温·罗伯茨 · 特立尼达和多巴哥（TRI） |
| 1968年墨西哥城   | 汤米·史密斯 · 美国（USA）          | 彼得·諾曼 · （AUS）                   | 约翰·卡洛斯 · 美国（USA）               |
| 1972年慕尼黑     | 瓦列里·博尔佐夫 · 苏联（URS）      | Larry Black · 美国（USA）             | 彼得罗·保罗·门内亚 · 意大利（ITA）      |
| 1976年蒙特利尔   | 唐·夸里 · 牙买加（JAM）            | 米勒德·汉普顿 · 美国（USA）           | 德韦恩·埃文斯 · 美国（USA）             |
| 1980年莫斯科     | 彼得罗·保罗·门内亚 · 意大利（ITA） | 艾伦·韦尔斯 · 英国（GBR）             | 唐·夸里 · 牙买加（JAM）                 |
| 1984年洛杉矶     | 卡尔·刘易斯 · 美国（USA）          | 柯克·巴普蒂斯特 · 美国（USA）         | 托马斯·杰斐逊 · 美国（USA）             |
| 1988年汉城       | 乔·德洛克 · 美国（USA）            | 卡尔·刘易斯 · 美国（USA）             | 罗布松·达席尔瓦 · 巴西（BRA）           |
| 1992年巴塞罗那   | 迈克·马什 · 美国（USA）            | 弗兰克·弗雷德里克斯 · 纳米比亚（NAM） | 迈克尔·贝茨 · 美国（USA）               |
| 1996年亚特兰大   | 迈克尔·约翰逊 · 美国（USA）        | 弗兰克·弗雷德里克斯 · 纳米比亚（NAM） | 阿托·博尔顿 · 特立尼达和多巴哥（TRI）   |
| 2000年悉尼       | 科斯塔斯·肯泰里斯 · 希腊（GRE）    | 达伦·坎贝尔 · 英国（GBR）             | 阿托·博尔顿 · 特立尼达和多巴哥（TRI）   |
| 2004年雅典       | 肖恩·克劳福德 · 美国（USA）        | 伯纳德·威廉斯 · 美国（USA）           | 贾斯汀·加特林 · 美国（USA）             |
| 2008年北京       | 尤塞恩·博尔特 · 牙买加（JAM）      | 肖恩·克劳福德 · 美国（USA）           | 沃尔特·迪克斯 · 美国（USA）             |
| 2012年倫敦       | 尤塞恩·博尔特 · 牙买加（JAM）      | 約安·布雷克 · 牙买加（JAM）           | 沃倫·魏爾 · 牙买加（JAM）               |
| 2016年里约热内卢 | 尤塞恩·博尔特 · 牙买加（JAM）      | 安德烈·德格拉塞 · 加拿大（CAN）       | 克里斯托夫·勒邁特雷 · 法国（FRA）       |
| 2020年东京       | 安德烈·德格拉塞 · 加拿大（CAN）    | 肯尼斯·貝德納雷克 · 美国（USA）       | 諾亞·萊爾斯 · 美国（USA）               |
| 2024年巴黎       | 萊西萊·特博格 · 博茨瓦纳（BOT）    | 肯尼斯·貝德納雷克 · 美国（USA）       | 諾亞·萊爾斯 · 美国（USA）               |

### 400米
| 届数             | 金牌                              | 银牌                                    | 铜牌                                  |
| 1896年雅典       | 托马斯·伯克 · 美国（USA）         | 赫伯特·傑米森 · 美国（USA）             | 查爾斯·格梅林 · 英国（GBR）           |
| 1900年巴黎       | 马克西·朗 · 美国（USA）           | 比尔·霍兰 · 美国（USA）                 | Ernst Schultz · 丹麦（DEN）           |
| 1904年圣路易斯   | 哈里·希尔曼 · 美国（USA）         | 弗兰克·沃勒 · 美国（USA）               | 赫尔曼·格罗曼 · 美国（USA）           |
| 1908年伦敦       | 温德姆·霍尔斯韦勒 · 英国（GBR）   | 未颁发                                  | 未颁发                                |
| 1912年斯德哥尔摩 | 查尔斯·里德帕斯 · 美国（USA）     | 汉斯·布劳恩 · 德国（GER）               | 爱德华·林德伯格 · 美国（USA）         |
| 1920年安特卫普   | 比维尔·拉德 · 南非（RSA）         | 盖伊·巴特勒 · 英国（GBR）               | 尼尔斯·恩达尔 · 瑞典（SWE）           |
| 1924年巴黎       | 埃里克·利德爾 · 英国（GBR）       | 霍拉肖·菲奇 · 美国（USA）               | 盖伊·巴特勒 · 英国（GBR）             |
| 1928年阿姆斯特丹 | 雷·巴布蒂 · 美国（USA）           | 吉米·鲍尔 · 加拿大（CAN）               | 约阿希姆·比希纳 · 德国（GER）         |
| 1932年洛杉矶     | 比尔·卡尔 · 美国（USA）           | 本·伊斯门 · 美国（USA）                 | 亚历克斯·威尔逊 · 加拿大（CAN）       |
| 1936年柏林       | 阿奇·威廉斯 · 美国（USA）         | 戈弗雷·布朗 · 英国（GBR）               | James LuValle · 美国（USA）           |
| 1948年伦敦       | 阿瑟·温特 · 牙买加（JAM）         | 赫布·麦肯利 · 牙买加（JAM）             | 马尔·惠特菲尔德 · 美国（USA）         |
| 1952年赫尔辛基   | 乔治·罗登 · 牙买加（JAM）         | 赫布·麦肯利 · 牙买加（JAM）             | 奥利·马特森 · 美国（USA）             |
| 1956年墨尔本     | 查尔斯·詹金斯 · 美国（USA）       | 卡尔-弗里德里希·哈斯 · 德国联队（EUA）  | Voitto Hellstén · 芬兰（FIN）         |
| 1956年墨尔本     | 查尔斯·詹金斯 · 美国（USA）       | 卡尔-弗里德里希·哈斯 · 德国联队（EUA）  | Ardalion Ignatyev · 苏联（URS）       |
| 1960年罗马       | 奥蒂斯·戴维斯 · 美国（USA）       | 卡尔·考夫曼 · 德国联队（EUA）           | 马尔科姆·斯彭斯 · 南非（RSA）         |
| 1964年东京       | 迈克·拉腊比 · 美国（USA）         | 温德尔·莫特利 · 特立尼达和多巴哥（TRI） | 安杰伊·巴登斯基 · 波兰（POL）         |
| 1968年墨西哥城   | 李·埃文斯 · 美国（USA）           | 拉里·詹姆斯 · 美国（USA）               | 罗恩·弗里曼 · 美国（USA）             |
| 1972年慕尼黑     | 文斯·马修斯 · 美国（USA）         | 韦恩·科利特 · 美国（USA）               | Julius Sang · （KEN）                 |
| 1976年蒙特利尔   | 阿尔韦托·胡安托雷纳 · 古巴（CUB） | 弗雷德·纽豪斯 · 美国（USA）             | 赫尔曼·弗雷泽 · 美国（USA）           |
| 1980年莫斯科     | 维克托·马尔金 · 苏联（URS）       | 里克·米切尔 · （AUS）                   | 弗兰克·沙费尔 · 东德（GDR）           |
| 1984年洛杉矶     | 阿朗佐·巴伯斯 · 美国（USA）       | Gabriel Tiacoh · 科特迪瓦（CIV）        | 安东尼奥·麦凯 · 美国（USA）           |
| 1988年汉城       | 史蒂夫·刘易斯 · 美国（USA）       | 布奇·雷诺兹 · 美国（USA）               | 丹尼·埃弗里特 · 美国（USA）           |
| 1992年巴塞罗那   | 昆西·沃茨 · 美国（USA）           | 史蒂夫·刘易斯 · 美国（USA）             | Samson Kitur · （KEN）                |
| 1996年亚特兰大   | 麥可·詹森 · 美国（USA）           | 罗杰·布莱克 · 英国（GBR）               | Davis Kamoga · 乌干达（UGA）          |
| 2000年悉尼       | 麥可·詹森 · 美国（USA）           | 阿尔文·哈里森 · 美国（USA）             | 格雷格·霍顿 · 牙买加（JAM）           |
| 2004年雅典       | 杰里米·韋林納 · 美国（USA）       | 奥蒂斯·哈里斯 · 美国（USA）             | 德里克·布鲁 · 美国（USA）             |
| 2008年北京       | 拉肖恩·梅里特 · 美国（USA）       | 杰里米·韋林納 · 美国（USA）             | 戴维·内维尔 · 美国（USA）             |
| 2012年倫敦       | 基拉尼·詹姆斯 · 格林纳达（GRN）   | 盧奎林·桑托斯 · （DOM）                 | 拉隆德·戈登 · 特立尼达和多巴哥（TRI） |
| 2016年里约热内卢 | 瓦伊德·范尼凯克 · 南非（RSA）     | 基拉尼·詹姆斯 · 格林纳达（GRN）         | 拉肖恩·梅里特 · 美国（USA）           |
| 2020年东京       | 史蒂文·加德纳 · 巴哈马（BAH）     | 安东尼·桑布拉诺 · 哥伦比亚（COL）       | 基拉尼·詹姆斯 · 格林纳达（GRN）       |
| 2024年巴黎       | 昆西·霍尔 · 美国（USA）           | 马修·哈德逊-史密斯 · 英国（GBR）        | 穆扎拉·薩穆孔加 · 赞比亚（ZAM）       |

### 800米
| 届数             | 金牌                                | 银牌                                     | 铜牌                                   |
| 1896年雅典       | 特迪·弗拉克 · （AUS）               | 达尼·南多尔 · 匈牙利（HUN）              | 迪米特里奧斯·戈爾米斯 · 希腊（GRE）    |
| 1900年巴黎       | 艾尔弗雷德·泰索 · 英国（GBR）       | 约翰·克雷根 · 美国（USA）                | 戴维·霍尔 · 美国（USA）                |
| 1904年圣路易斯   | 吉姆·莱特博迪 · 美国（USA）         | 霍华德·瓦伦丁 · 美国（USA）              | Emil Breitkreutz · 美国（USA）         |
| 1908年伦敦       | 梅尔·谢泼德 · 美国（USA）           | 埃米利奥·伦吉 · 意大利（ITA）            | 汉斯·布劳恩 · 德国（GER）              |
| 1912年斯德哥尔摩 | 特德·梅雷迪思 · 美国（USA）         | 梅尔·谢泼德 · 美国（USA）                | 艾拉·达文波特 · 美国（USA）            |
| 1920年安特卫普   | 艾伯特·希尔 · 英国（GBR）           | 厄尔·伊比 · 美国（USA）                  | 比维尔·拉德 · 南非（RSA）              |
| 1924年巴黎       | 道格拉斯·洛 · 英国（GBR）           | Paul Martin · 瑞士（SUI）                | 斯凯勒·恩克 · 美国（USA）              |
| 1928年阿姆斯特丹 | 道格拉斯·洛 · 英国（GBR）           | 埃里克·比伦 · 瑞典（SWE）                | 赫尔曼·恩格尔哈德 · 德国（GER）        |
| 1932年洛杉矶     | 汤米·汉普森 · 英国（GBR）           | 亚历克斯·威尔逊 · 加拿大（CAN）          | 菲尔·爱德华兹 · 加拿大（CAN）          |
| 1936年柏林       | 约翰·伍德拉夫 · 美国（USA）         | 马里奥·兰齐 · 意大利（ITA）              | 菲尔·爱德华兹 · 加拿大（CAN）          |
| 1948年伦敦       | 马尔·惠特菲尔德 · 美国（USA）       | 阿瑟·温特 · 牙买加（JAM）                | 马塞尔·昂塞纳 · 法国（FRA）            |
| 1952年赫尔辛基   | 马尔·惠特菲尔德 · 美国（USA）       | 阿瑟·温特 · 牙买加（JAM）                | 海因茨·乌尔茨海默 · 德国（GER）        |
| 1956年墨尔本     | 汤姆·考特尼 · 美国（USA）           | 德里克·约翰逊 · 英国（GBR）              | Audun Boysen · 挪威（NOR）             |
| 1960年罗马       | 彼得·斯内尔 · 新西兰（NZL）         | Roger Moens · 比利时（BEL）              | 乔治·克尔 · 英属西印度群岛（BWI）      |
| 1964年东京       | 彼得·斯内尔 · 新西兰（NZL）         | 比尔·克罗瑟斯 · 加拿大（CAN）            | Wilson Kiprugut · （KEN）              |
| 1968年墨西哥城   | 拉尔夫·道贝尔 · （AUS）             | Wilson Kiprugut · （KEN）                | 汤姆·法雷尔 · 美国（USA）              |
| 1972年慕尼黑     | 戴夫·沃特尔 · 美国（USA）           | Yevhen Arzhanov · 苏联（URS）            | Mike Boit · （KEN）                    |
| 1976年蒙特利尔   | 阿尔韦托·胡安托雷纳 · 古巴（CUB）   | Ivo Van Damme · 比利时（BEL）            | Rick Wohlhuter · 美国（USA）           |
| 1980年莫斯科     | 史蒂夫·奥韦特 · 英国（GBR）         | 塞巴斯蒂安·柯伊 · 英国（GBR）            | Nikolay Kirov · 苏联（URS）            |
| 1984年洛杉矶     | 若阿金·克鲁斯 · 巴西（BRA）         | 塞巴斯蒂安·柯伊 · 英国（GBR）            | 厄尔·琼斯 · 美国（USA）                |
| 1988年汉城       | 保罗·埃伦 · （KEN）                 | 若阿金·克鲁斯 · 巴西（BRA）              | 赛义德·阿维塔 · 摩洛哥（MAR）          |
| 1992年巴塞罗那   | 威廉·塔努伊 · （KEN）               | Nixon Kiprotich · （KEN）                | 约翰尼·格雷 · 美国（USA）              |
| 1996年亚特兰大   | 韦比约恩·罗达尔 · 挪威（NOR）       | Hezekiél Sepeng · 南非（RSA）            | Frederick Onyancha · （KEN）           |
| 2000年悉尼       | 尼尔斯·舒曼 · 德国（GER）           | 威爾遜·基普凱特 · 丹麦（DEN）            | Djabir Saïd-Guerni · 阿尔及利亚（ALG） |
| 2004年雅典       | 尤里·博尔扎科夫斯基 · 俄罗斯（RUS） | Mbulaeni Mulaudzi · 南非（RSA）          | 威爾遜·基普凱特 · 丹麦（DEN）          |
| 2008年北京       | 威尔弗雷德·本盖 · （KEN）           | 伊斯梅尔·艾哈迈德·伊斯梅尔 · 苏丹（SUD） | Alfred Kirwa Yego · （KEN）            |
| 2012年倫敦       | 大卫·鲁迪沙 · （KEN）               | 尼耶爾·阿莫斯 · 博茨瓦纳（BOT）          | 帝莫西·基圖姆 · （KEN）                |
| 2016年里约热内卢 | 大卫·鲁迪沙 · （KEN）               | 塔烏費克·馬克洛菲 · 阿尔及利亚（ALG）    | 克莱顿·墨菲 · 美国（USA）              |
| 2020年东京       | 埃馬紐埃爾·科里爾 · （KEN）         | 费古森·切鲁伊约特·罗提奇 · （KEN）       | 帕特里克·多貝克 · 波兰（POL）          |
| 2024年巴黎       | 伊曼纽尔·万约伊 · （KEN）           | 马尔科·阿罗普 · 加拿大（CAN）            | 賈邁勒·塞傑提 · 阿尔及利亚（ALG）      |

### 1500米
| 届数             | 金牌                                  | 银牌                                    | 铜牌                                     |
| 1896年雅典       | 特迪·弗拉克 · （AUS）                 | Arthur Blake · 美国（USA）              | 阿尔班·莱米西奥 · 法国（FRA）            |
| 1900年巴黎       | 查尔斯·本内特 · 英国（GBR）           | 亨利·德洛热 · 法国（FRA）               | John Bray · 美国（USA）                  |
| 1904年圣路易斯   | 吉姆·莱特博迪 · 美国（USA）           | Frank Verner · 美国（USA）              | Lacey Hearn · 美国（USA）                |
| 1908年伦敦       | 梅尔·谢泼德 · 美国（USA）             | Harold Wilson · 英国（GBR）             | Norman Hallows · 英国（GBR）             |
| 1912年斯德哥尔摩 | 阿诺德·杰克逊 · 英国（GBR）           | Abel Kiviat · 美国（USA）               | Norman Taber · 美国（USA）               |
| 1920年安特卫普   | 艾伯特·希尔 · 英国（GBR）             | 菲利普·诺埃尔-贝克 · 英国（GBR）        | Lawrence Shields · 美国（USA）           |
| 1924年巴黎       | 帕沃·努尔米 · 芬兰（FIN）             | Willy Schärer · 瑞士（SUI）             | 亨利·斯托拉德 · 英国（GBR）              |
| 1928年阿姆斯特丹 | 哈里·拉尔瓦 · 芬兰（FIN）             | 朱尔·拉杜梅格 · 法国（FRA）             | 埃诺·普尔耶 · 芬兰（FIN）                |
| 1932年洛杉矶     | 路易吉·贝卡利 · 意大利（ITA）         | Jerry Cornes · 英国（GBR）              | 菲尔·爱德华兹 · 加拿大（CAN）            |
| 1936年柏林       | 杰克·洛夫洛克 · 新西兰（NZL）         | Glenn Cunningham · 美国（USA）          | 路易吉·贝卡利 · 意大利（ITA）            |
| 1948年伦敦       | 亨利·埃里克松 · 瑞典（SWE）           | 伦纳特·斯特兰德 · 瑞典（SWE）           | Willem Slijkhuis · 荷兰（NED）           |
| 1952年赫尔辛基   | 若西·巴特尔 · 卢森堡（LUX）           | Bob McMillen · 美国（USA）              | 维尔纳·卢埃克 · 德国（GER）              |
| 1956年墨尔本     | 罗恩·德拉尼 · 爱尔兰（IRL）           | Klaus Richtzenhain · 德国联队（EUA）    | 约翰·兰迪 · （AUS）                      |
| 1960年罗马       | 赫布·埃利奥特 · （AUS）               | 米歇尔·雅齐 · 法国（FRA）               | 罗饶沃尔吉·伊什特万 · 匈牙利（HUN）      |
| 1964年东京       | 彼得·斯内尔 · 新西兰（NZL）           | 约瑟夫·奥德洛日尔 · 捷克斯洛伐克（TCH） | John Davies · 新西兰（NZL）              |
| 1968年墨西哥城   | 基普乔格·凯诺 · （KEN）               | Jim Ryun · 美国（USA）                  | 博多·蒂姆勒 · 西德（FRG）                |
| 1972年慕尼黑     | 佩卡·瓦萨拉 · 芬兰（FIN）             | 基普乔格·凯诺 · （KEN）                 | Rod Dixon · 新西兰（NZL）                |
| 1976年蒙特利尔   | 约翰·沃克 · 新西兰（NZL）             | Ivo Van Damme · 比利时（BEL）           | 保罗-海因茨·韦尔曼 · 西德（FRG）         |
| 1980年莫斯科     | 塞巴斯蒂安·柯伊 · 英国（GBR）         | 于尔根·施特劳布 · 东德（GDR）           | 史蒂夫·奥韦特 · 英国（GBR）              |
| 1984年洛杉矶     | 塞巴斯蒂安·柯伊 · 英国（GBR）         | 史蒂夫·克拉姆 · 英国（GBR）             | 何塞·曼努埃尔·阿瓦斯卡尔 · 西班牙（ESP） |
| 1988年汉城       | Peter Rono · （KEN）                  | 彼得·埃利奥特 · 英国（GBR）             | 延斯-彼得·黑罗尔德 · 东德（GDR）         |
| 1992年巴塞罗那   | 费尔明·卡乔 · 西班牙（ESP）           | Rachid El Basir · 摩洛哥（MAR）         | 穆罕默德·苏莱曼 · （QAT）                |
| 1996年亚特兰大   | 努尔丁·莫尔塞利 · 阿尔及利亚（ALG）   | 费尔明·卡乔 · 西班牙（ESP）             | Stephen Kipkorir · （KEN）               |
| 2000年悉尼       | Noah Ngeny · （KEN）                  | 希沙姆·格鲁杰 · 摩洛哥（MAR）           | 伯納德·拉加特 · （KEN）                  |
| 2004年雅典       | 希沙姆·格鲁杰 · 摩洛哥（MAR）         | 伯納德·拉加特 · （KEN）                 | 鲁伊·席尔瓦 · 葡萄牙（POR）              |
| 2008年北京       | 阿斯贝尔·基普罗普 · （KEN）           | 尼克·威利斯 · 新西兰（NZL）             | Mehdi Baala · 法国（FRA）                |
| 2012年倫敦       | 塔烏費克·馬克洛菲 · 阿尔及利亚（ALG） | Leonel Manzano · 美国（USA）            | 阿布达拉迪·伊奎德 · 摩洛哥（MAR）        |
| 2016年里约热内卢 | 马修·森特罗维兹 · 美国（USA）         | 塔烏費克·馬克洛菲 · 阿尔及利亚（ALG）   | 尼克·威利斯 · 新西兰（NZL）              |
| 2020年东京       | 雅各布·英厄布里格森 · 挪威（NOR）     | 蒂莫西·切鲁伊约特 · （KEN）             | 約什·克爾 · 英国（GBR）                  |
| 2024年巴黎       | 科尔·霍克 · 美国（USA）               | 約什·克爾 · 英国（GBR）                 | 亚雷德·努古瑟 · 美国（USA）              |

### 5000米
| 届数             | 金牌                                  | 银牌                                  | 铜牌                                   |
| 1912年斯德哥尔摩 | 汉内斯·科莱赫迈宁 · 芬兰（FIN）       | 让·布安 · 法国（FRA）                 | 乔治·赫特森 · 英国（GBR）              |
| 1920年安特卫普   | 约瑟夫·吉耶莫 · 法国（FRA）           | 帕沃·努尔米 · 芬兰（FIN）             | 埃里克·巴克曼 · 瑞典（SWE）            |
| 1924年巴黎       | 帕沃·努尔米 · 芬兰（FIN）             | 维莱·里托拉 · 芬兰（FIN）             | 埃德温·维德 · 瑞典（SWE）              |
| 1928年阿姆斯特丹 | 维莱·里托拉 · 芬兰（FIN）             | 帕沃·努尔米 · 芬兰（FIN）             | 埃德温·维德 · 瑞典（SWE）              |
| 1932年洛杉矶     | 劳里·莱赫蒂宁 · 芬兰（FIN）           | Ralph Hill · 美国（USA）              | 劳里·维尔塔宁 · 芬兰（FIN）            |
| 1936年柏林       | 贡纳尔·赫克特 · 芬兰（FIN）           | 劳里·莱赫蒂宁 · 芬兰（FIN）           | 亨利·荣松 · 瑞典（SWE）                |
| 1948年伦敦       | 加斯东·雷夫 · 比利时（BEL）           | 埃米尔·扎托佩克 · 捷克斯洛伐克（TCH） | Wim Slijkhuis · 荷兰（NED）            |
| 1952年赫尔辛基   | 埃米尔·扎托佩克 · 捷克斯洛伐克（TCH） | 阿兰·米蒙 · 法国（FRA）               | 赫伯特·沙德 · 德国（GER）              |
| 1956年墨尔本     | Vladimir Kuts · 苏联（URS）           | 戈登·皮里 · 英国（GBR）               | 德里克·伊博森 · 英国（GBR）            |
| 1960年罗马       | 默里·哈尔伯格 · 新西兰（NZL）         | 汉斯·格罗多茨基 · 德国联队（EUA）     | 卡齐米日·齐姆内 · 波兰（POL）          |
| 1964年东京       | 鲍勃·舒尔 · 美国（USA）               | 哈拉尔德·诺尔波特 · 德国联队（EUA）   | Bill Dellinger · 美国（USA）           |
| 1968年墨西哥城   | Mohammed Gammoudi · 突尼斯（TUN）     | 基普乔格·凯诺 · （KEN）               | Naftali Temu · （KEN）                 |
| 1972年慕尼黑     | 拉塞·维伦 · 芬兰（FIN）               | Mohammed Gammoudi · 突尼斯（TUN）     | 伊恩·斯图尔特 · 英国（GBR）            |
| 1976年蒙特利尔   | 拉塞·维伦 · 芬兰（FIN）               | 迪克·夸克斯 · 新西兰（NZL）           | 克劳斯-彼得·希尔登布兰德 · 西德（FRG） |
| 1980年莫斯科     | Miruts Yifter · 埃塞俄比亚（ETH）     | Suleiman Nyambui · 坦桑尼亚（TAN）    | 卡洛·马宁卡 · 芬兰（FIN）              |
| 1984年洛杉矶     | 赛义德·阿维塔 · 摩洛哥（MAR）         | Markus Ryffel · 瑞士（SUI）           | 安东尼奥·莱唐 · 葡萄牙（POR）          |
| 1988年汉城       | John Ngugi · （KEN）                  | 迪特尔·鲍曼 · 西德（FRG）             | 汉斯约尔格·孔策 · 东德（GDR）          |
| 1992年巴塞罗那   | 迪特尔·鲍曼 · 德国（GER）             | Paul Bitok · （KEN）                  | Fita Bayisa · 埃塞俄比亚（ETH）        |
| 1996年亚特兰大   | 维努斯特·尼扬加伯 · 布隆迪（BDI）     | Paul Bitok · （KEN）                  | Khalid Boulami · 摩洛哥（MAR）         |
| 2000年悉尼       | Million Wolde · 埃塞俄比亚（ETH）     | Ali Saïdi-Sief · 阿尔及利亚（ALG）    | Brahim Lahlafi · 摩洛哥（MAR）         |
| 2004年雅典       | 希沙姆·格鲁杰 · 摩洛哥（MAR）         | 肯納尼薩·貝克勒 · 埃塞俄比亚（ETH）   | 埃利乌德·基普乔盖 · （KEN）            |
| 2008年北京       | 肯納尼薩·貝克勒 · 埃塞俄比亚（ETH）   | 埃利乌德·基普乔盖 · （KEN）           | Edwin Soi · （KEN）                    |
| 2012年伦敦       | 穆罕默德·法拉 · 英国（GBR）           | Dejen Gebremeskel · 埃塞俄比亚（ETH） | Thomas Longosiwa · （KEN）             |
| 2016年里约热内卢 | 穆罕默德·法拉 · 英国（GBR）           | 保罗·切里莫 · 美国（USA）             | 哈格斯·葛布里维特 · 埃塞俄比亚（ETH）  |
| 2020年东京       | 约书亚·切普特盖 · 乌干达（UGA）       | 穆罕默德·艾哈迈德 · 加拿大（CAN）     | 保罗·切里莫 · 美国（USA）              |
| 2024年巴黎       | 雅各布·英厄布里格森 · 挪威（NOR）     | 罗纳德·奎莫伊 · （KEN）               | 格蘭特·費舍爾 · 美国（USA）            |

### 10000米
| 届数             | 金牌                                    | 银牌                                | 铜牌                                |
| 1912年斯德哥尔摩 | 汉内斯·科莱赫迈宁 · 芬兰（FIN）         | Lewis Tewanima · 美国（USA）        | 阿尔宾·斯滕罗斯 · 芬兰（FIN）       |
| 1920年安特卫普   | 帕沃·努尔米 · 芬兰（FIN）               | 约瑟夫·吉耶莫 · 法国（FRA）         | 詹姆斯·威尔逊 · 英国（GBR）         |
| 1924年巴黎       | 维莱·里托拉 · 芬兰（FIN）               | 埃德温·维德 · 瑞典（SWE）           | 埃罗·贝里 · 芬兰（FIN）             |
| 1928年阿姆斯特丹 | 帕沃·努尔米 · 芬兰（FIN）               | 维莱·里托拉 · 芬兰（FIN）           | 埃德温·维德 · 瑞典（SWE）           |
| 1932年洛杉矶     | 雅努什·库索钦斯基 · 波兰（POL）         | 沃尔马里·伊索-霍洛 · 芬兰（FIN）    | 劳里·维尔塔宁 · 芬兰（FIN）         |
| 1936年柏林       | 伊尔马里·萨尔米宁 · 芬兰（FIN）         | 阿尔沃·阿斯科拉 · 芬兰（FIN）       | 沃尔马里·伊索-霍洛 · 芬兰（FIN）    |
| 1948年伦敦       | 埃米尔·扎托佩克 · 捷克斯洛伐克（TCH）   | 阿兰·米蒙 · 法国（FRA）             | 贝蒂尔·阿尔贝特松 · 瑞典（SWE）     |
| 1952年赫尔辛基   | 埃米尔·扎托佩克 · 捷克斯洛伐克（TCH）   | 阿兰·米蒙 · 法国（FRA）             | Aleksandr Anufriyev · 苏联（URS）   |
| 1956年墨尔本     | Vladimir Kuts · 苏联（URS）             | 科瓦奇·约瑟夫 · 匈牙利（HUN）       | 阿尔·劳伦斯 · （AUS）               |
| 1960年罗马       | 彼得·博洛特尼科夫 · 苏联（URS）         | 汉斯·格罗多茨基 · 德国联队（EUA）   | 戴夫·鲍尔 · （AUS）                 |
| 1964年东京       | 比利·米尔斯 · 美国（USA）               | Mohammed Gammoudi · 突尼斯（TUN）   | 罗恩·克拉克 · （AUS）               |
| 1968年墨西哥城   | Naftali Temu · （KEN）                  | Mamo Wolde · 埃塞俄比亚（ETH）      | Mohammed Gammoudi · 突尼斯（TUN）   |
| 1972年慕尼黑     | 拉塞·维伦 · 芬兰（FIN）                 | Emiel Puttemans · 比利时（BEL）     | Miruts Yifter · 埃塞俄比亚（ETH）   |
| 1976年蒙特利尔   | 拉塞·维伦 · 芬兰（FIN）                 | 卡洛斯·洛佩斯 · 葡萄牙（POR）       | 布伦丹·福斯特 · 英国（GBR）         |
| 1980年莫斯科     | Miruts Yifter · 埃塞俄比亚（ETH）       | 卡洛·马宁卡 · 芬兰（FIN）           | Mohamed Kedir · 埃塞俄比亚（ETH）   |
| 1984年洛杉矶     | 阿尔贝托·科瓦 · 意大利（ITA）           | 迈克·麦克劳德 · 英国（GBR）         | Michael Musyoki · （KEN）           |
| 1988年汉城       | Brahim Boutayeb · 摩洛哥（MAR）         | 萨尔瓦托雷·安蒂博 · 意大利（ITA）   | Kipkemboi Kimeli · （KEN）          |
| 1992年巴塞罗那   | Khalid Skah · 摩洛哥（MAR）             | Richard Chelimo · （KEN）           | Addis Abebe · 埃塞俄比亚（ETH）     |
| 1996年亚特兰大   | 海勒·格布雷西拉西耶 · 埃塞俄比亚（ETH） | Paul Tergat · （KEN）               | Saleh Hissou · 摩洛哥（MAR）        |
| 2000年悉尼       | 海勒·格布雷西拉西耶 · 埃塞俄比亚（ETH） | Paul Tergat · （KEN）               | Assefa Mezgebu · 埃塞俄比亚（ETH）  |
| 2004年雅典       | 肯納尼薩·貝克勒 · 埃塞俄比亚（ETH）     | Sileshi Sihine · 埃塞俄比亚（ETH）  | Zersenay Tadese · 厄立特里亚（ERI） |
| 2008年北京       | 肯納尼薩·貝克勒 · 埃塞俄比亚（ETH）     | Sileshi Sihine · 埃塞俄比亚（ETH）  | Micah Kogo · （KEN）                |
| 2012年伦敦       | 穆罕默德·法拉 · 英国（GBR）             | 盖伦·鲁普 · 美国（USA）             | Tariku Bekele · 埃塞俄比亚（ETH）   |
| 2016年里约热内卢 | 穆罕默德·法拉 · 英国（GBR）             | 保罗·塔努伊 · （KEN）               | 塔米拉特·托拉 · 埃塞俄比亚（ETH）   |
| 2020年东京       | 塞勒蒙·巴雷加 · 埃塞俄比亚（ETH）       | 约书亚·切普特盖 · 乌干达（UGA）     | 雅各布·基普利莫 · 乌干达（UGA）     |
| 2024年巴黎       | 约书亚·切普特盖 · 乌干达（UGA）         | 贝里胡·阿雷加维 · 埃塞俄比亚（ETH） | 格蘭特·費舍爾 · 美国（USA）         |

### 4×100米接力
| 届数                      | 金牌 | 银牌 | 铜牌                                                                                             |
| 1912年斯德哥尔摩 （詳細） | 英国（GBR） · 戴维·雅各布斯 · 亨利·麦金托什 · 维克托·达西 · 威利·阿普尔加思                                      | 瑞典（SWE） · 伊万·默勒 · 查尔斯·卢瑟 · 图勒·佩尔松 · 克努特·林德贝里                                      | 无奖项                                                                                           |
| 1920年安特卫普 （詳細）   | 美国（USA） · 查尔斯·帕多克 · 杰克逊·肖尔茨 · 洛伦·默奇森 · 莫里斯·柯克西                                        | 法国（FRA） · 勒内·洛兰 · 勒内·蒂拉尔 · 勒内·穆尔隆 · 埃米尔·阿里汗                                        | 瑞典（SWE） · 昂内·霍尔姆斯特伦 · 威廉·彼得森 · 斯文·马尔姆 · 尼尔斯·桑德斯特伦                  |
| 1924年巴黎 （詳細）       | 美国（USA） · 洛伦·默奇森 · 路易斯·克拉克 · 弗兰克·赫西 · 阿尔·勒科尼                                            | 英国（GBR） · 哈罗德·亚伯拉罕斯 · 沃尔特·兰格利 · 威尔弗雷德·尼科尔 · 兰斯洛特·罗伊尔                      | 荷兰（NED） · 扬·德弗里斯 · 雅普·布特 · 哈里·布鲁斯 · 里纳斯·范登贝尔赫                          |
| 1928年阿姆斯特丹 （詳細） | 美国（USA） · 弗兰克·怀科夫 · 詹姆斯·奎因 · 查利·博拉 · 亨利·拉塞爾                                              | 德国（GER） · 格奥尔格·拉默斯 · 里夏德·科茨 · 胡贝特·霍本 · 赫尔穆特·克尼希                                | 英国（GBR） · 西里爾·吉爾 · 愛德華·斯莫哈 · 沃爾特·蘭吉利 · 傑克·倫敦                            |
| 1932年洛杉磯 （詳細）     | 美国（USA） · 鲍勃·基塞尔 · 埃米特·托皮诺 · 赫克托·戴尔 · 弗兰克·怀科夫                                          | 德国（GER） · 赫尔穆特·克尼希 · 弗里德里希·亨德里克斯 · 埃里克·博希迈尔 · 阿图尔·约纳特                    | 意大利（ITA） · 朱塞佩·卡斯泰利 · 鲁杰罗·马雷加蒂 · 加布里埃莱·萨尔维亚蒂 · 埃德加多·托埃蒂      |
| 1936年柏林 （詳細）       | 美国（USA） · 杰西·欧文斯 · 拉尔夫·梅特卡夫 · 福伊·德雷珀 · 弗兰克·怀科夫                                        | 意大利（ITA） · 奥拉齐奥·马里亚尼 · 詹尼·卡尔达纳 · 埃利奥·拉尼 · 图利奥·贡内利                            | 德国（GER） · 威廉·莱胡姆 · 埃里克·博希迈尔 · 埃尔温·吉尔迈斯特 · 格尔德·霍恩贝格尔              |
| 1948年伦敦 （詳細）       | 美国（USA） · 巴尼·尤厄尔 · 洛伦佐·赖特 · 哈里森·迪拉德 · 梅尔·巴顿                                              | 英国（GBR） · 杰克·阿彻 · 杰克·格雷戈里 · 阿拉斯泰爾·麥科庫代爾 · 肯·琼斯                                  | 意大利（ITA） · 米凯莱·蒂托 · 恩里科·佩鲁科尼 · 安东尼奥·西迪 · 卡洛·蒙蒂                        |
| 1952年赫尔辛基 （詳細）   | 美国（USA） · 迪安·史密斯 · 哈里森·迪拉德 · 林迪·雷米吉诺 · 安迪·斯坦菲尔德                                      | 苏联（URS） · 鲍里斯·托卡列夫 · 列凡·卡里亚耶夫 · 列凡·萨纳泽 · 弗拉基米尔·苏哈雷夫                        | 匈牙利（HUN） · 佐兰迪·拉斯洛 · 盖扎·瓦拉什迪 · 恰尼·哲尔吉 · 贝拉·戈尔多瓦尼                    |
| 1956年墨爾本 （詳細）     | 美国（USA） · 艾拉·默奇森 · 利蒙·金 · 塞恩·贝克 · 博比·莫罗                                                      | 苏联（URS） · 列昂尼德·巴爾捷涅夫 · 鮑里斯·托卡列夫 · 尤里·科諾瓦洛夫 · 弗拉基米爾·蘇哈列夫                | 德国联队（EUA） · 洛塔尔·克内策尔 · 莱昂哈德·波尔 · 海因茨·菲特雷尔 · 曼弗雷德·格马尔            |
| 1960年羅馬 （詳細）       | 德国联队（EUA） · 贝恩德·库尔曼 · 阿明·哈里 · 瓦尔特·马伦多夫 · 马丁·劳尔                                        | 苏联（URS） · 古斯曼·科薩諾夫 · 列昂尼德·巴爾捷涅夫 · 尤里·科諾瓦洛夫 · 愛德溫·奧佐林                      | 英国（GBR） · 彼得·雷德福 · 戴维·琼斯 · 戴维·西格尔 · 尼克·怀特黑德                              |
| 1964年東京 （詳細）       | 美国（USA） · 保罗·德雷顿 · 格里·阿什沃思 · 理查德·斯特宾斯 · 鲍勃·海斯                                          | 波兰（POL） · 安杰伊·杰林斯基 · 维斯瓦夫·马尼亚克 · 马里安·福伊克 · 马里安·杜齐亚克                        | 法国（FRA） · 保罗·热纳韦 · 贝尔纳·莱德伯尔 · 克洛德·皮克马尔 · 若瑟兰·德勒库尔                  |
| 1968年墨西哥城 （詳細）   | 美国（USA） · 查尔斯·格林 · 梅尔·彭德 · 龙尼·雷·史密斯 · 吉姆·海因斯                                             | 古巴（CUB） · 埃梅斯·拉米雷斯 · 胡安·莫拉莱斯 · 巴勃罗·蒙特斯 · 恩里克·菲格罗拉                            | 法国（FRA） · 热拉尔·弗努伊 · 若瑟兰·德勒库尔 · 克洛德·皮克马尔 · 羅傑·邦布克                    |
| 1972年慕尼黑 （詳細）     | 美国（USA） · 拉里·布莱克 · 罗伯特·泰勒 · 杰拉尔德·廷克 · 埃迪·哈特                                              | 苏联（URS） · 亞歷山大·科爾涅利克 · 弗拉基米爾·洛韋茨基 · 尤里斯·希洛夫斯 · 瓦列里·博尔佐夫                | 西德（FRG） · 约布斯特·希尔施特 · 卡尔海因茨·克洛茨 · 格哈德·武赫雷尔 · 克劳斯·埃尔              |
| 1976年蒙特利爾 （詳細）   | 美国（USA） · 哈维·格兰斯 · 拉姆·琼斯 · 米勒德·汉普顿 · 史蒂夫·里迪克                                            | 东德（GDR） · 曼弗雷德·科科特 · 约尔格·普法伊费尔 · 克劳斯-迪特尔·库拉特 · 亚历山大·蒂梅                   | 苏联（URS） · 亞歷山大·阿克西寧 · 尼科拉伊·科列斯尼科夫 · 尤里斯·希洛夫斯 · 瓦列里·博爾佐夫      |
| 1980年莫斯科 （詳細）     | 苏联（URS） · 弗拉基米爾·穆拉維約夫 · 尼古拉伊·西多羅夫 · 亞歷山大·阿克西寧 · 安德烈·普羅科菲耶夫                | 波兰（POL） · 克日什托夫·兹沃林斯基 · 泽农·利奇内尔斯基 · 莱谢克·杜内茨基 · 马里安·沃罗宁                  | 法国（FRA） · 安托万·里夏尔 · 帕斯卡尔·巴雷 · 帕特里克·巴雷 · 埃尔曼·潘佐                        |
| 1984年洛杉磯 （詳細）     | 美国（USA） · 萨姆·格拉迪 · 罗恩·布朗 · 卡尔文·史密斯 · 卡尔·刘易斯                                              | 牙买加（JAM） · 阿爾·勞倫斯 · 格雷格·梅古 · 唐·夸里 · 雷·斯圖爾特                                          | 加拿大（CAN） · 本·约翰逊 · 托尼·夏普 · 德赛·威廉斯 · 斯特林·海因兹                              |
| 1988年汉城 （詳細）       | 苏联（URS） · 維克托·布里津因 · 弗拉基米爾·克里洛夫 · 弗拉基米爾·穆拉維奧夫 · 維塔利·薩文                        | 英国（GBR） · 埃利奥特·邦尼 · 约翰·里吉斯 · 迈克·麦克法兰 · 林福德·克里斯蒂                                | 法国（FRA） · 布鲁诺·马里-罗斯 · 丹尼爾·桑古馬 · 吉爾·克奧內爾 · 马克斯·莫里尼埃                 |
| 1992年巴塞隆納 （詳細）   | 美国（USA） · 迈克·马什 · 勒罗伊·伯勒尔 · 丹尼斯·米切尔 · 卡尔·刘易斯 · 詹姆斯·杰特*                             | 尼日利亚（NGR） · 奧魯耶米·卡約德 · 奇迪·伊莫 · 奧拉帕德·阿德尼肯 · 大衛森·埃津瓦 · 奧斯蒙德·埃津瓦*       | 古巴（CUB） · 安德烈斯·西蒙 · 霍埃尔·拉梅拉 · 霍埃尔·伊萨西 · 豪尔赫·阿吉莱拉                    |
| 1996年亞特蘭大 （詳細）   | 加拿大（CAN） · 罗伯特·埃斯米 · 格伦罗伊·吉尔伯特 · 布鲁尼·苏林 · 多诺万·贝利 · 卡尔顿·钱伯斯*                   | 美国（USA） · 喬恩·德拉蒙德 · 提姆·哈登 · 迈克·马什 · 丹尼斯·米切尔 · 蒂姆·蒙哥马利*                       | 巴西（BRA） · 阿納爾多·達席爾瓦 · 罗布松·达席尔瓦 · 愛德生·里貝羅 · 安德烈·多明戈斯              |
| 2000年雪梨 （詳細）       | 美国（USA） · 乔恩·德拉蒙德 · 伯纳德·威廉斯 · 布赖恩·刘易斯 · 莫里斯·格連 · 蒂姆·蒙哥马利* · 肯尼·布罗肯布尔*    | 巴西（BRA） · 維森特·德利馬 · 愛德生·里貝羅 · 安德烈·多明戈斯 · 克勞迪內·達席爾瓦 · 克勞迪奧·羅貝爾托·索扎 | 古巴（CUB） · 何塞·安赫尔·塞萨尔 · 路易斯·阿尔韦托·佩雷斯-里翁达 · 伊万·加西亚 · 弗雷迪·马约拉   |
| 2004年雅典 （詳細）       | 英国（GBR） · 贾森·加德纳 · 达伦·坎贝尔 · 马龙·德文尼什 · 马克·刘易斯-弗朗西斯                                   | 美国（USA） · 肖恩·克劳福德 · 贾斯廷·加特林 · 科比·米勒 · 莫里斯·格林 · 達維斯·帕頓*                       | 尼日利亚（NGR） · 奧盧索基·法蘇巴 · 烏琴納·埃梅多盧 · 阿倫·艾格貝勒 · 德杰·阿利乌                |
| 2008年北京 （詳細）       | 特立尼达和多巴哥（TRI） · 凱斯頓·布萊德曼 · 馬克·伯恩斯 · 伊曼纽尔·卡伦德 · 理查德·湯普森 · 阿龙·阿姆斯特朗*     | 日本（JPN） · 塚原直貴 · 末續慎吾 · 高平慎士 · 朝原宣治                                                    | 巴西（BRA） · 維森特·德利瑪 · 桑德羅·維亞納 · 布魯諾·德巴羅斯 · 何塞·卡洛斯·莫雷拉               |
| 2012年倫敦 （詳細）       | 牙买加（JAM） · 內斯塔·卡特 · 邁克爾·弗雷特 · 約翰·布雷克 · 尤塞恩·博爾特 · 科馬爾·貝利-科爾*                    | 特立尼达和多巴哥（TRI） · 理查德·湯普森 · 馬克·伯恩斯 · 伊曼纽尔·卡伦德 · 凱斯頓·布萊德曼                  | 法国（FRA） · 吉米·維科 · 克里斯多夫·勒邁特 · 皮埃爾-亞歷克西斯·佩索諾 · 羅納德·波尼翁           |
| 2016年里約熱內盧 （詳細） | 牙买加（JAM） · 阿薩法·鮑威爾 · 約翰·布雷克 · 尼克爾·阿什米德 · 尤塞恩·博爾特 · 傑沃恩·明吉* · 科馬爾·貝利-科爾* | 日本（JPN） · 山縣亮太 · 飯塚翔太 · 桐生祥秀 · 劍橋飛鳥                                                    | 加拿大（CAN） · 阿基姆·海恩斯 · 亞倫·布朗 · 布兰顿·罗德尼 · 安德烈·德格拉斯 · 莫波拉德·阿乔马勒* |
| 2020年東京 （詳細）       | 意大利（ITA） · 洛倫佐·帕塔 · 馬塞爾·雅各布斯 · 埃塞奥萨·德萨卢 · 菲利波·托爾圖                                  | 加拿大（CAN） · 亞倫·布朗 · 約羅姆·布萊克 · 布兰顿·罗德尼 · 安德烈·德格拉斯                                | 中国（CHN） · 湯星強 · 謝震業 · 蘇炳添 · 吳智強                                                  |

註： * 表示參加預賽並獲得獎牌的運動員。